# 富士山小御嶽神社
もしかして
- 冨士山小御嶽神社

ではありませんか？